# Lemme de Hartogs
Ne pas confondre avec les résultats sur l'ordinal de Hartogs d'un ensemble, ni avec le théorème de Hartogs (en)
En mathématiques, le lemme de Hartogs est un résultat fondamental sur les fonctions de plusieurs variables complexes, énonçant que les concepts de singularité isolée et  de singularité supprimable coïncident pour les fonctions analytiques avec n > 1 variables complexes. Ce résultat a été attribué à Friedrich Hartogs, mais il est aussi connu sous le nom de théorème d'Osgood.
Plus précisément, sur Cn pour n ≥ 2, n'importe quelle fonction analytique F définie sur le complémentaire d'un ensemble compact K peut être étendue (de manière unique) à une fonction analytique sur Cn. Ceci est encore vrai pour F définie seulement sur le complémentaire d'une boule ouverte ou un polydisque D d'un sous-ensemble compact. Donc l'ensemble des points singuliers d'une fonction de plusieurs variables complexes doit « rejoindre l'infini » dans une certaine direction.